# Вологолюб річковий
{{#ifeq:0|0|{{#if:Hygroamblystegium fluviatile|{{#if:|[[]}}|[[]]}}}}
Вологолюб річковий (Hygroamblystegium fluviatile) — вид мохів порядку гіпнобрієвих (Hypnales).

## Поширення
Ареал охоплює такі частини світу: Європа, Північна Америка, Азія.
Як водяний мох Hygroamblystegium fluviatile росте переважно на скелях, рідше на дереві, у безвапняних, рідко також у помірно вапняних, прохолодних, швидкоплинних струмках і річках, занурених у воду, у зоні бризок або поза водою, у місцях, які висихають лише на короткий час. Він також колонізує берегові укріплення або бетон на річках чи каналах.

## Характеристика
Рослини утворюють м'які, низькі галявини від темно-зелених до коричнево-зелених. Повзучі або водозаливні стебла нечисленні та нерівномірно розгалужені. Вологі вертикальні листки зібрані разом у тупий кінчик від яйцеподібної до ланцетної основи. Дуже сильна листкова жилка, яка часто згинається на вершині, зазвичай закінчується на кінчику листка. Коробочкові ніжки мають довжину до 2 сантиметрів, спорова коробочка дугоподібно циліндрична і звужується під гирлом, кришка коробочки притуплено конічної форми. Спори мають розмір від 10 до 18 мікрометрів. Плодоносить вид рідко.

## Галерея

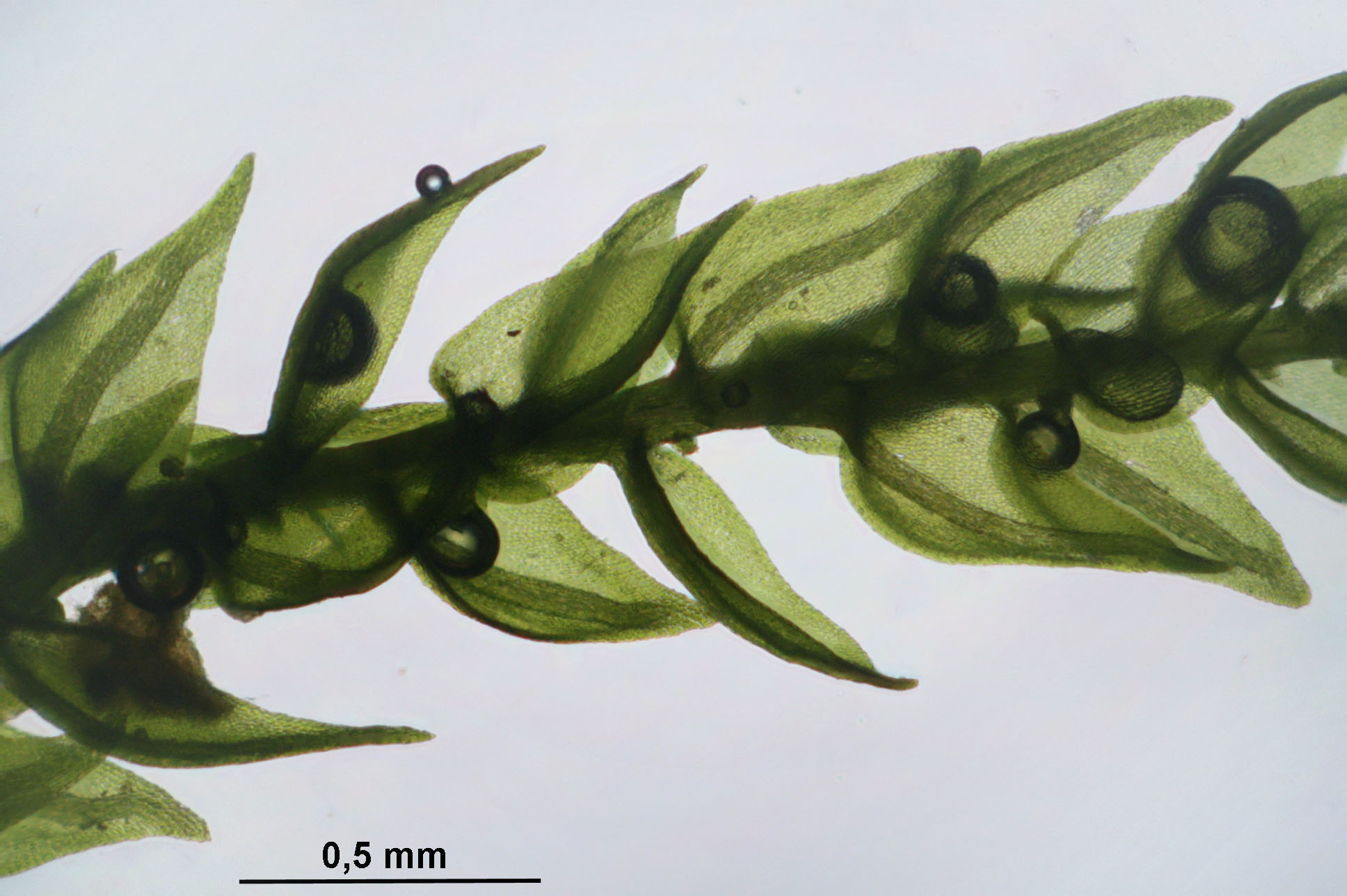
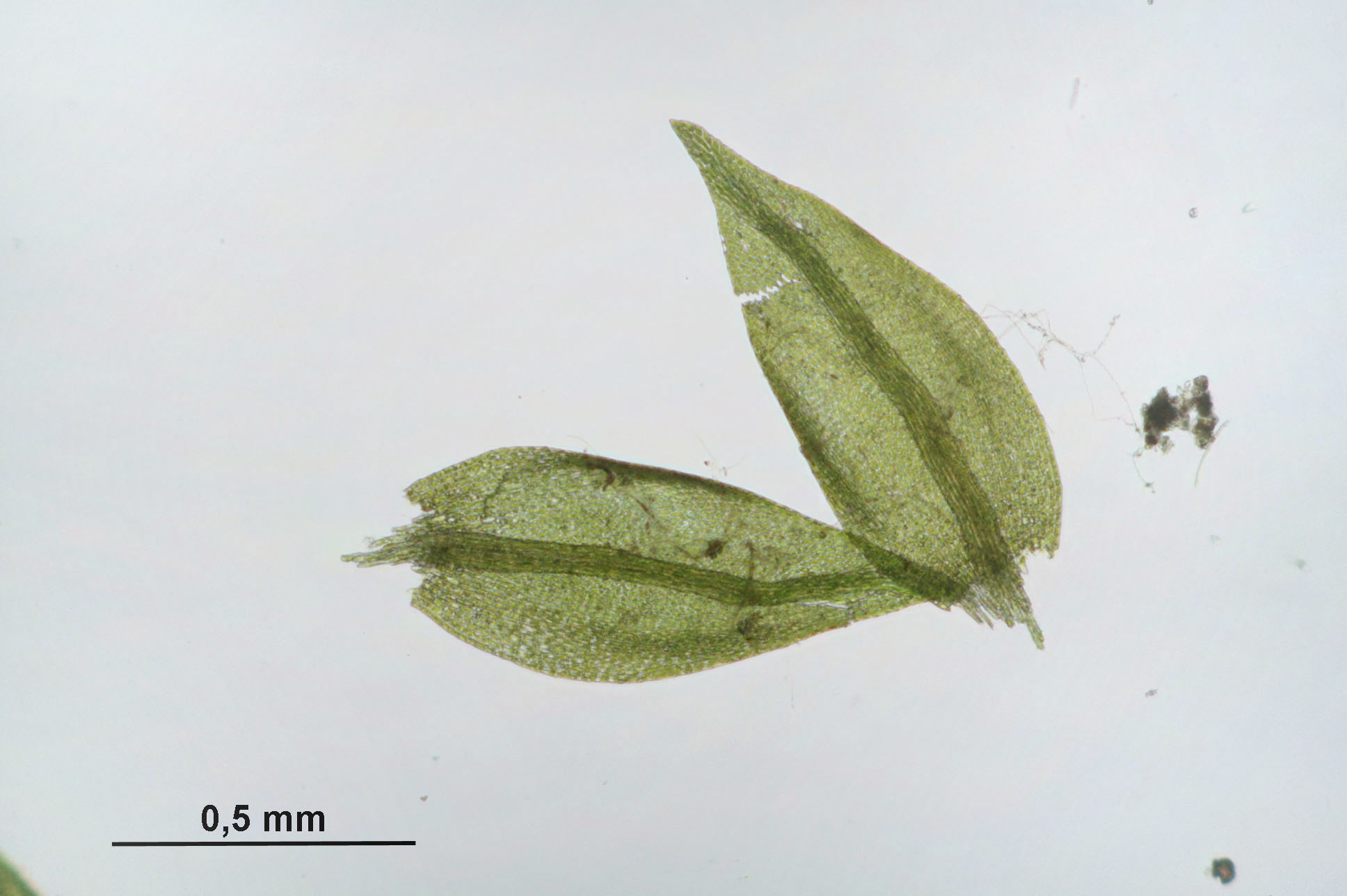